# (2464) Nordenskiöld
(2464) Nordenskiöld ist ein Asteroid des Hauptgürtels, der am 19. Januar 1939 von dem finnischen Astronomen Yrjö Väisälä in Turku entdeckt wurde.
Der Asteroid wurde nach dem in Finnland geborenen schwedischen Entdecker Adolf Erik Nordenskiöld benannt.